# 1999 în artă
← 1996 în artă — 1997 în artă — 1998 în artă ——  1999 în artă  —— 2000 în artă — 2001 în artă — 2002 în artă →
1994 în artă implică o serie de evenimente:

## Premii

### Premii oriunde
- Premiul Archibald – Archibald Prize -
- Premiul Beck's Futures – Beck's Futures -
- Premiul Hugo Boss – Hugo Boss Prize –
- Premiul John Moores Painting - John Moores Painting Prize -
- Premiul Turner – Turner Prize –

## Galerie (lucrări din 1999)
- Lucrări reprezentative